# Effet Fujiwara

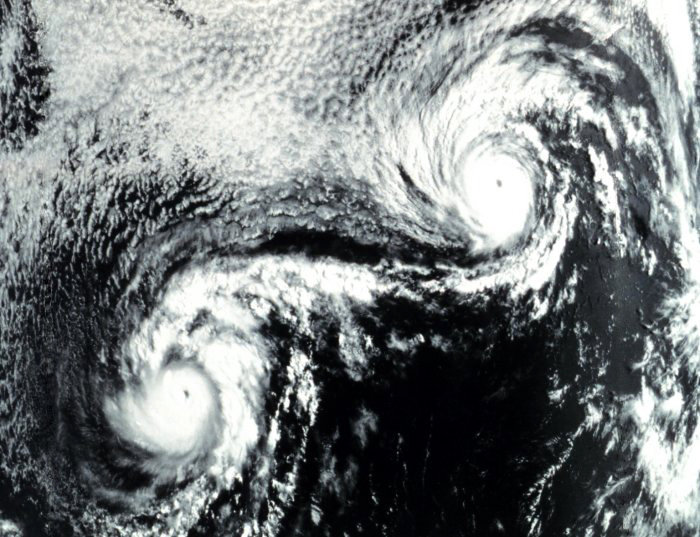
Le système binaire Ione (gauche) et Kirsten en rotation dans le Pacifique-est durant la saison cyclonique 1974

Pour les articles homonymes, voir Fujiwara (homonyme).
L'effet Fujiwara ou Fujiwhara est l'interaction entre deux systèmes cycloniques voisins qui crée l'impression d'un système binaire en rotation.

## Origine du terme
Cet effet a été nommé d'après le docteur Sakuhei Fujiwhara (藤原 咲平, Fujiwara Sakuhei, 1884 - 1950), le météorologue japonais qui en a donné la première description dans un article daté de 1921 concernant les mouvements des vortex au-dessus des eaux tropicales. L'effet peut s'écrire Fujiwara ou Fujiwhara, mais le premier est celui que l'on retrouve le plus communément dans les publications scientifiques et la presse.
Le docteur Fujiwhara avait étudié l'évolution de tourbillons dans un bassin d'eau et noté que ceux de dimensions identiques et tournant dans le même sens se mettaient à tourner l'un autour de l'autre lorsqu'ils se rapprochaient. Il observa également que lorsque les tourbillons sont de dimensions différentes, le plus gros absorbe éventuellement le plus petit et que des tourbillons tournant dans un sens différent se repoussent,. Cette théorie de l'interaction entre deux cyclones a été émise bien avant que l'on puisse la visualiser avec les satellites météorologiques qui ne datent que des années 1960. La recherche sur le comportement des systèmes tropicaux s'est surtout concentrée sur les paramètres physiques qui règlent le comportement des cyclones individuellement jusqu'au milieu des années 1980. Le développement des modèles de prévision numérique du temps à plus fine échelle a alors permis de tester la théorie de Fujiwara.

## Description

Diagramme montrant l'effet Fujiwara

L'effet Fujiwara s'applique à n'importe quel fluide mais il est généralement utilisé pour les mouvements de l'atmosphère. Il peut également se produire à toutes les latitudes mais il est en général mentionné pour les systèmes tropicaux puisque la circulation atmosphérique d'altitude est faible près de l'équateur et ne perturbe pas l'interaction.
Lorsque les deux systèmes se rapprochent, chaque vortex se met à tourner autour d'un point situé entre les deux systèmes. Les deux cyclones sont attirés l'un par l'autre et finissent par former une seule spirale autour du centre en fusionnant. Lorsque les deux systèmes sont d'intensité inégale, le plus puissant tend à dominer l'interaction et le plus faible tournera autour de lui.
Ce phénomène est souvent évoqué lors du rapprochement des cyclones tropicaux, mais il est rare d'assister à la formation d'un seul système. L'effet est particulièrement évident lorsque les deux systèmes se rapprochent à une distance de moins de 1 450 km l'un de l'autre et qu'ils sont d'une intensité égale ou supérieure à celle d'une tempête tropicale. Il se produit en quatre temps : l'approche, la rotation des deux systèmes autour de leur centre de masse, la fusion et la nouvelle trajectoire du système fusionné.

### Fréquence
L'effet Fujiwara est assez rare mais se produit plus fréquemment dans la partie nord-ouest du Pacifique que dans l'Atlantique nord. La raison majeure de cette différence est le plus grand nombre de systèmes tropicaux dans la zone Pacifique, vingt-cinq de moyenne annuelle, comparativement à dix dans l'Atlantique. Plusieurs paramètres vont interférer avec le phénomène dont une forte circulation des masses d'air ayant des caractéristiques différentes d'instabilité entre les deux systèmes.

### Exemples
On note quelques exemples du phénomène au cours de la saison des ouragans dans l'Atlantique nord en 1995. Au plus fort de la saison cyclonique, l'ouragan Humberto et l'ouragan Iris ont esquissé un effet Fujiwara. Puis Iris s'est mise à interagir avec un troisième système, la tempête tropicale Karen, qui s'est mise à tourner autour d'Iris avant de se laisser absorber par ce système de plus forte intensité. Durant la saison cyclonique 1994 dans le Pacifique, les typhons Pat et Ruth ont opéré une révolution complète autour d'un point commun avant de former un seul cyclone.
En 2004, la tempête tropicale Lisa a absorbé une onde courte lors d'un tel effet. L'exemple le plus récent dans l'Atlantique est la tempête tropicale Alpha absorbée par l'ouragan Wilma en 2005. Dans le Pacifique, on peut citer l'exemple de Lidia, absorbée par Max en 2005 et la tempête tropicale Wukong absorbée par la tempête Sonamu en 2006 au sud du Japon. En 2007, la trajectoire de la tempête tropicale Hagibis s'est incurvée en mer de Chine méridionale en direction du cyclone Mitag au nord-est des Philippines.